# Мариняк Віталій Миколайович
Віта́лій Микола́йович Мариня́к — капітан Збройних Сил України, учасник російсько-української війни, що відзначився під час російського вторгнення в Україну в 2022 році. Лицар ордена Богдана Хмельницького, кавалер ордена «За мужність» трьох ступенів, кавалер ордена Данила Галицького.

## Нагороди
- орден Богдана Хмельницького III ступеня (2022) — за особисту мужність і самовіддані дії, виявлені у захисті державного суверенітету та територіальної цілісності України, вірність військовій присязі[1].
- орден «За мужність» I ступеня (2022) — за особисту мужність і самовіддані дії, виявлені у захисті державного суверенітету та територіальної цілісності України, вірність військовій присязі[1].
- орден «За мужність» II ступеня (2021) — за вагомий особистий внесок у зміцнення обороноздатності Української держави, мужність, виявлену під час бойових дій, зразкове виконання службового обов'язку та з нагоди Дня Незалежності України.
- орден «За мужність» III ступеня (2017) — за особисту мужність і високий професіоналізм, виявлені у захисті державного суверенітету та територіальної цілісності України, зразкове виконання військового обов'язку.
- орден Данила Галицького (2022) — за особисту мужність і самовіддані дії, виявлені у захисті державного суверенітету та територіальної цілісності України, вірність військовій присязі[2].
- медаль «За військову службу Україні» (2020) — за особисті заслуги у зміцненні обороноздатності Української держави, мужність і самовіддані дії, виявлені у захисті державного суверенітету та територіальної цілісності України, зразкове виконання військового обов'язку.
- Нагрудний знак «За військову доблесть».
- Нагрудний знак «За зразкову службу».
- Нагрудний знак «Знак пошани».
- Нагрудний знак «За досягнення у військовій службі» II ступеня.
- Нагрудний знак «За взірцевість у військовій службі» III ступеня.